# Sofo Halvaši
Sofo Halvaši (gruzinsko სოფო ხალვაში), gruzinska pevka, predstavnica Gruzije na Evroviziji 2007, * 31. maj 1986, Batumi, Gruzija.
Sofo je na nacionalnem izboru za pesem Evrovizije predstavila več pesmi, zmagala pa je skladba Visionary Dream, prvotno imenovana My story. Gruzinska televizija je namreč določila, da bo državo na Evroviziji predstavljala Sofo, na nacionalnem izboru so torej izbrali le pesem, s katero je Gruzija prvič v zgodovini nastopila na Evroviziji.
Njena glasbena pot se je začela vzpenjati zlasti po nastopu na glasbenem festivalu v Jūrmali v Latviji leta 2006, kjer je zasedla tretje mesto.